# 정소미
정소미는 대한민국의 여자이다.
현재 거주지는 서울특별시 독산동이다.

## 학력
- 전주대학교 중어중문학과 졸업

## 수상
- 2013년 대한민국 문화대상 라디오진행대상
- 2012년 대한민국충효대상
- 2011년 대한민국연예예술상
- 2011년 한국연예대상 가수부문 인기연예대상
- 2011년 자랑스런대한민국오늘문화대상 가요대상
- 2010년 제18회 대한민국문화연예대상 신인상
- 2010년 자랑스런 한국인대상
- 2006년 제9회 한복모델선발대회 대상 수상

## 데뷔
- 2010년 싱글 앨범 '여우야 여우야'

## 음반
- 2016년 뽕짝 아가씨 1, 2집
- 2014년 집착
- 2011년 척하면 삼천리
- 2010년 여우야 여우야